# Gauriac
Gauriac est une commune du Sud-Ouest de la France, dans le département de la Gironde (région Nouvelle-Aquitaine).
Ses habitants sont appelés les Gauriacais.

## Géographie

### Localisation
Commune de l'aire d'attraction de Bordeaux, blotti sur la rive droite de l'estuaire de la Gironde, Gauriac bénéficie d'une situation et d'un climat privilégiés. Elle fait partie de l'unité urbaine de Bourg.
À mi-distance de Bourg (7 km) et Blaye (9 km), Gauriac est un village rural à l'habitat dispersé en hameaux. Son économie est dominée par la viticulture, grâce à la production de Côtes-de-bourg, et par l'activité commerciale qui irrigue les communes voisines.
Les communes limitrophes sont  Bayon-sur-Gironde, Comps, Margaux-Cantenac, Saint-Ciers-de-Canesse, Soussans et Villeneuve.
| Soussans (en rive gauche de l'estuaire de la Gironde)         | Villeneuve        | Saint-Ciers-de-Canesse |
| Margaux-Cantenac (en rive gauche de l'estuaire de la Gironde) | Gauriac           | Comps                  |
|                                                               | Bayon-sur-Gironde |                        |

### Climat
Pour des articles plus généraux, voir Climat de la Nouvelle-Aquitaine et Climat de la Gironde.
Historiquement, la commune est exposée à un climat océanique aquitain.  
En 2020, Météo-France publie une typologie des climats de la France métropolitaine dans laquelle la commune est exposée à un climat océanique et est dans une zone de transition entre les régions climatiques « Littoral charentais et aquitain » et « Aquitaine, Gascogne »0.
Pour la période 1971-2000, la température annuelle moyenne est de 12,9 °C, avec une amplitude thermique annuelle de 14,1 °C. Le cumul annuel moyen de précipitations est de 894 mm, avec 12,4 jours de précipitations en janvier et 7 jours en juillet. Pour la période 1991-2020, la température moyenne annuelle observée sur la station météorologique la plus proche, située sur la commune de Saint-Gervais à 13,14 km à vol d'oiseau, est de 13,9 °C et le cumul annuel moyen de précipitations est de 824,9 mm,. Pour l'avenir, les paramètres climatiques de la commune estimés pour 2050 selon différents scénarios d’émission de gaz à effet de serre sont consultables sur un site dédié publié par Météo-France en novembre 2022.

## Urbanisme

### Typologie
Au 1er janvier 2024, Gauriac est catégorisée commune rurale à habitat dispersé, selon la nouvelle grille communale de densité à sept niveaux définie par l'Insee en 2022.
Elle appartient à l'unité urbaine de Bourg, une agglomération intra-départementale regroupant sept  communes, dont elle est une commune de la banlieue,,. Par ailleurs la commune fait partie de l'aire d'attraction de Bordeaux, dont elle est une commune de la couronne,. Cette aire, qui regroupe 275 communes, est catégorisée dans les aires de 700 000 habitants ou plus (hors Paris),.

### Occupation des sols

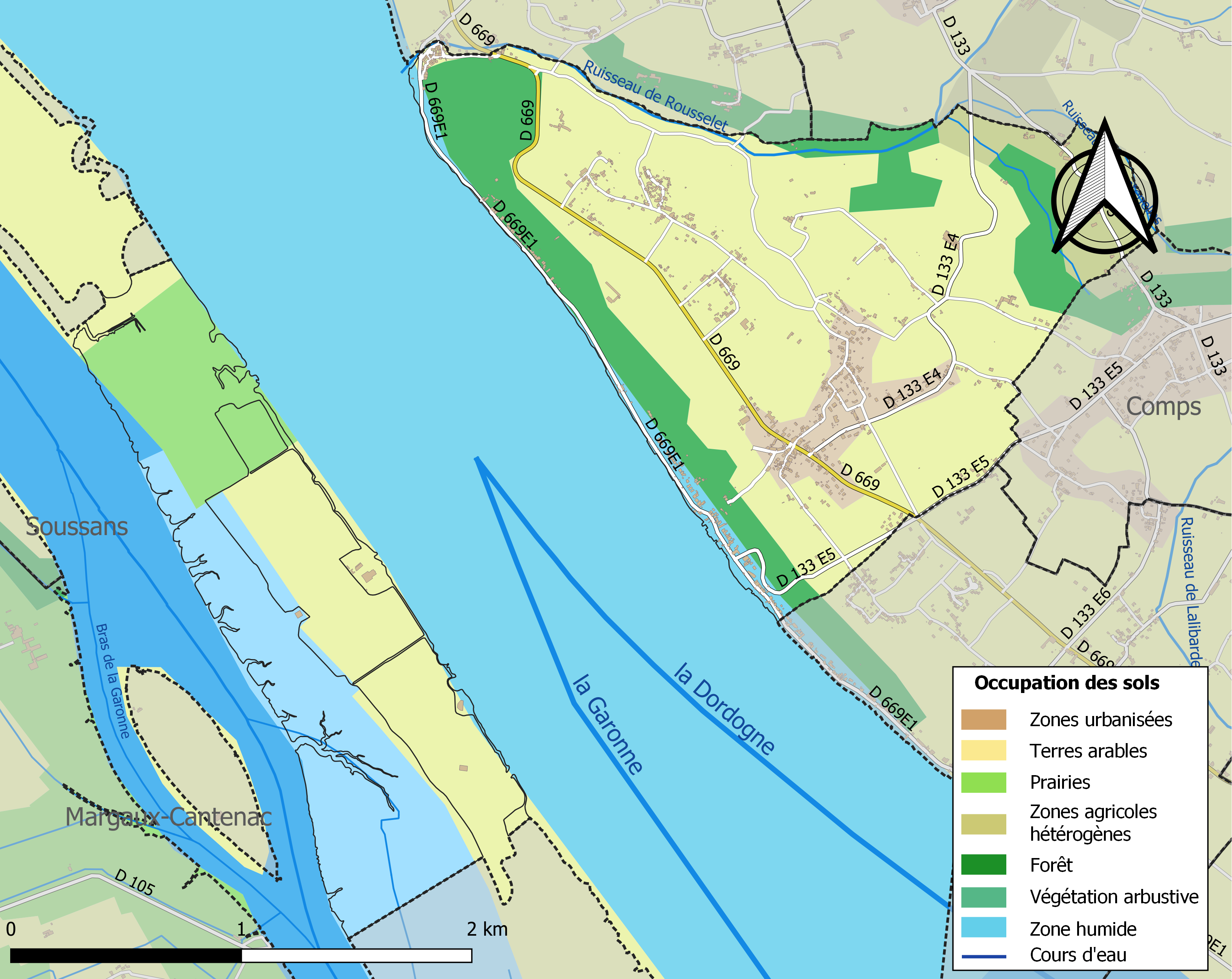
Carte des infrastructures et de l'occupation des sols de la commune en 2018 (CLC).

L'occupation des sols de la commune, telle qu'elle ressort de la base de données européenne d’occupation biophysique des sols Corine Land Cover (CLC), est marquée par l'importance des territoires agricoles (40,3 % en 2018), en diminution par rapport à 1990 (41,4 %). La répartition détaillée en 2018 est la suivante : 
eaux maritimes (36,9 %), cultures permanentes (29,6 %), forêts (8 %), zones humides côtières (8 %), prairies (4,4 %), eaux continentales (4,1 %), terres arables (3,6 %), zones urbanisées (2,8 %), zones agricoles hétérogènes (2,7 %). L'évolution de l’occupation des sols de la commune et de ses infrastructures peut être observée sur les différentes représentations cartographiques du territoire : la carte de Cassini (XVIIIe siècle), la carte d'état-major (1820-1866) et les cartes ou photos aériennes de l'IGN pour la période actuelle (1950 à aujourd'hui).

### Lieu-dit ou hameaux
Roque-de-Thau, hameau situé au bord de la Gironde en limite de la commune de Villeneuve, le Rigalet...

### Risques majeurs
Le territoire de la commune de Gauriac est vulnérable à différents aléas naturels : météorologiques (tempête, orage, neige, grand froid, canicule ou sécheresse), inondations, mouvements de terrains et séisme (sismicité faible). Un site publié par le BRGM permet d'évaluer simplement et rapidement les risques d'un bien localisé soit par son adresse soit par le numéro de sa parcelle.
Certaines parties du territoire communal sont susceptibles d’être affectées par le risque d’inondation par débordement de cours d'eau, notamment la Garonne et la Dordogne. La commune a été reconnue en état de catastrophe naturelle au titre des dommages causés par les inondations et coulées de boue survenues en 1982, 1992, 1999, 2008 et 2009,.
Les mouvements de terrains susceptibles de se produire sur la commune sont des affaissements et effondrements liés aux cavités souterraines (hors mines) et des éboulements, chutes de pierres et de blocs. Par ailleurs, afin de mieux appréhender le risque d’affaissement de terrain, l'inventaire national des cavités souterraines permet de localiser celles situées sur la commune.

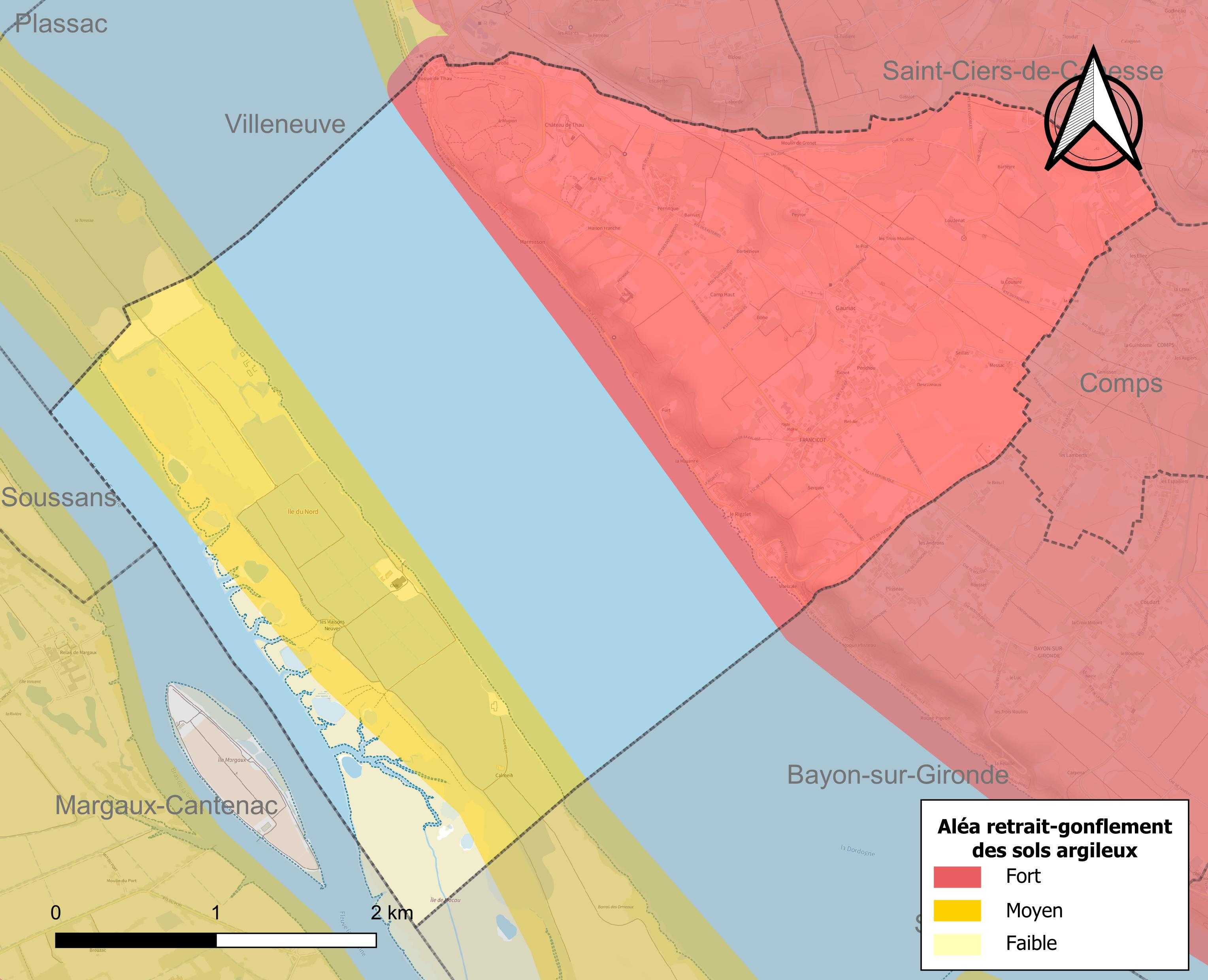
Carte des zones d'aléa retrait-gonflement des sols argileux de Gauriac.

Le retrait-gonflement des sols argileux est susceptible d'engendrer des dommages importants aux bâtiments en cas d’alternance de périodes de sécheresse et de pluie. 63,1 % de la superficie communale est en aléa moyen ou fort (67,4 % au niveau départemental et 48,5 % au niveau national). Sur les 464 bâtiments dénombrés sur la commune en 2019,  464 sont en aléa moyen ou fort, soit 100 %, à comparer aux 84 % au niveau départemental et 54 % au niveau national. Une cartographie de l'exposition du territoire national au retrait gonflement des sols argileux est disponible sur le site du BRGM,.
Par ailleurs, afin de mieux appréhender le risque d’affaissement de terrain, l'inventaire national des cavités souterraines permet de localiser celles situées sur la commune.
Concernant les mouvements de terrains, la commune a été reconnue en état de catastrophe naturelle au titre des dommages causés par la sécheresse en 2005, par des mouvements de terrain en 1992, 1993, 2001 et 2021 et par des glissements de terrain en 1993.

## Histoire
Les premiers habitants ont occupé des abris sous roche au paléolithique puis vint la villa gallo-romaine Gaviriacus qui donna son nom au village. Le château de Thau et l'abside de l'église datent du Moyen Âge.
Du XVe à la fin du XIXe siècle, l'extraction de la pierre calcaire dans des carrières souterraines marque l'activité du village. Ce matériau était expédié par le fleuve (l'estuaire) et a contribué à la construction de Bordeaux.

## Politique et administration
| Période                                  | Période   | Identité                | Étiquette | Qualité         |
| ---------------------------------------- | --------- | ----------------------- | --------- | --------------- |
| 1793                                     | 1793      | Jean Roux               |           | Officier public |
| 1793                                     | 1795      | Sébastien Morin         |           | Officier public |
| 1795                                     | 1798      | Antoine Cousteau        |           | Officier public |
| 1799                                     | 1812      | Jean ROY                |           |                 |
| 1812                                     | 1815      | Augustin Chambord       |           |                 |
| 1815                                     | 1823      | Pierre Landard          |           |                 |
| 1823                                     | 1831      | Charles Prade           |           |                 |
| 1831                                     | 1840      | Augustin Chambord       |           |                 |
| 1840                                     | 1848      | Jean Viaud              |           |                 |
| 1848                                     | 1852      | Numa Chambord           |           |                 |
| 1852                                     | 1860      | Clément Viaud           |           |                 |
| 1860                                     | 1872      | Jean-Olinde Barril      |           |                 |
| 1872                                     | 1874      | Clément Viaud           |           |                 |
| 1874                                     | 1875      | Antoine Sou             |           |                 |
| 1875                                     | 1876      | Auguste Charlot         |           |                 |
| 1876                                     | 1878      | Jean Viaud              |           |                 |
| 1878                                     | 1879      | Jean-Clément Viaud      |           |                 |
| 1879                                     | 1886      | Jean-Théodore Largeteau |           |                 |
| 1886                                     | 1892      | Martin Landard          |           |                 |
| 1892                                     | 1902      | Théophile Goujon        |           |                 |
| 1902                                     | 1908      | Eugène Lamit            |           |                 |
| 1908                                     | 1918      | Hippolyte Gaillard      |           |                 |
| 1918                                     | 1925      | Philippe Tilhet         |           |                 |
| 1925                                     | 1930      | Louis Régnier           |           |                 |
| 1930                                     | 1930      | Eugène Charlot          |           |                 |
| 1930                                     | 1933      | Pierre Roux             |           |                 |
| 1934                                     | 1936      | Edmond Magnanou         |           |                 |
| 1936                                     | 1969      | Louis Régnier           |           |                 |
| 1969                                     | 1977      | André Grenier           |           |                 |
| mars 1977                                | 1979      | André Bertaud           |           |                 |
| 1979                                     | août 1987 | Jeannine Pouilhe        |           |                 |
| 1987                                     | août 1989 | Albert Simon            |           |                 |
| août 1989                                | juin 1995 | Michel Sourgen          |           |                 |
| juin 1995                                | mars 2001 | Albert Simon            |           |                 |
| mars 2001                                | mars 2014 | Robert Baldès           | PCF       |                 |
| mars 2014                                | En cours  | Raymond Rodriguez       | PCF       | Professeur      |
| Les données manquantes sont à compléter. |           |                         |           |                 |

## Démographie
L'évolution du nombre d'habitants est connue à travers les recensements de la population effectués dans la commune depuis 1793. Pour les communes de moins de 10 000 habitants, une enquête de recensement portant sur toute la population est réalisée tous les cinq ans, les populations de référence des années intermédiaires étant quant à elles estimées par interpolation ou extrapolation. Pour la commune, le premier recensement exhaustif entrant dans le cadre du nouveau dispositif a été réalisé en 2008.

En 2022, la commune comptait 737 habitants, en évolution de −2,77 % par rapport à 2016 (Gironde : +6,91 %, France hors Mayotte : +2,11 %).
| 1793  | 1800  | 1806  | 1821  | 1831  | 1836  | 1841  | 1846  | 1851  |
| ----- | ----- | ----- | ----- | ----- | ----- | ----- | ----- | ----- |
| 2 007 | 1 402 | 1 490 | 1 554 | 1 774 | 1 773 | 1 779 | 1 745 | 1 649 |

| 1856  | 1861  | 1866  | 1872  | 1876  | 1881  | 1886  | 1891  | 1896  |
| ----- | ----- | ----- | ----- | ----- | ----- | ----- | ----- | ----- |
| 1 522 | 1 536 | 1 433 | 1 449 | 1 451 | 1 297 | 1 287 | 1 422 | 1 355 |

| 1901  | 1906  | 1911  | 1921  | 1926  | 1931  | 1936  | 1946 | 1954 |
| ----- | ----- | ----- | ----- | ----- | ----- | ----- | ---- | ---- |
| 1 320 | 1 336 | 1 198 | 1 125 | 1 097 | 1 110 | 1 064 | 870  | 928  |

| 1962 | 1968 | 1975 | 1982 | 1990 | 1999 | 2006 | 2008 | 2013 |
| ---- | ---- | ---- | ---- | ---- | ---- | ---- | ---- | ---- |
| 863  | 927  | 838  | 857  | 809  | 826  | 840  | 844  | 790  |

| 2018 | 2022 | - | - | - | - | - | - | - |
| ---- | ---- | - | - | - | - | - | - | - |
| 737  | 737  | - | - | - | - | - | - | - |

## Culture locale et administration

### Lieux et monuments
- Église Saint-Pierre.

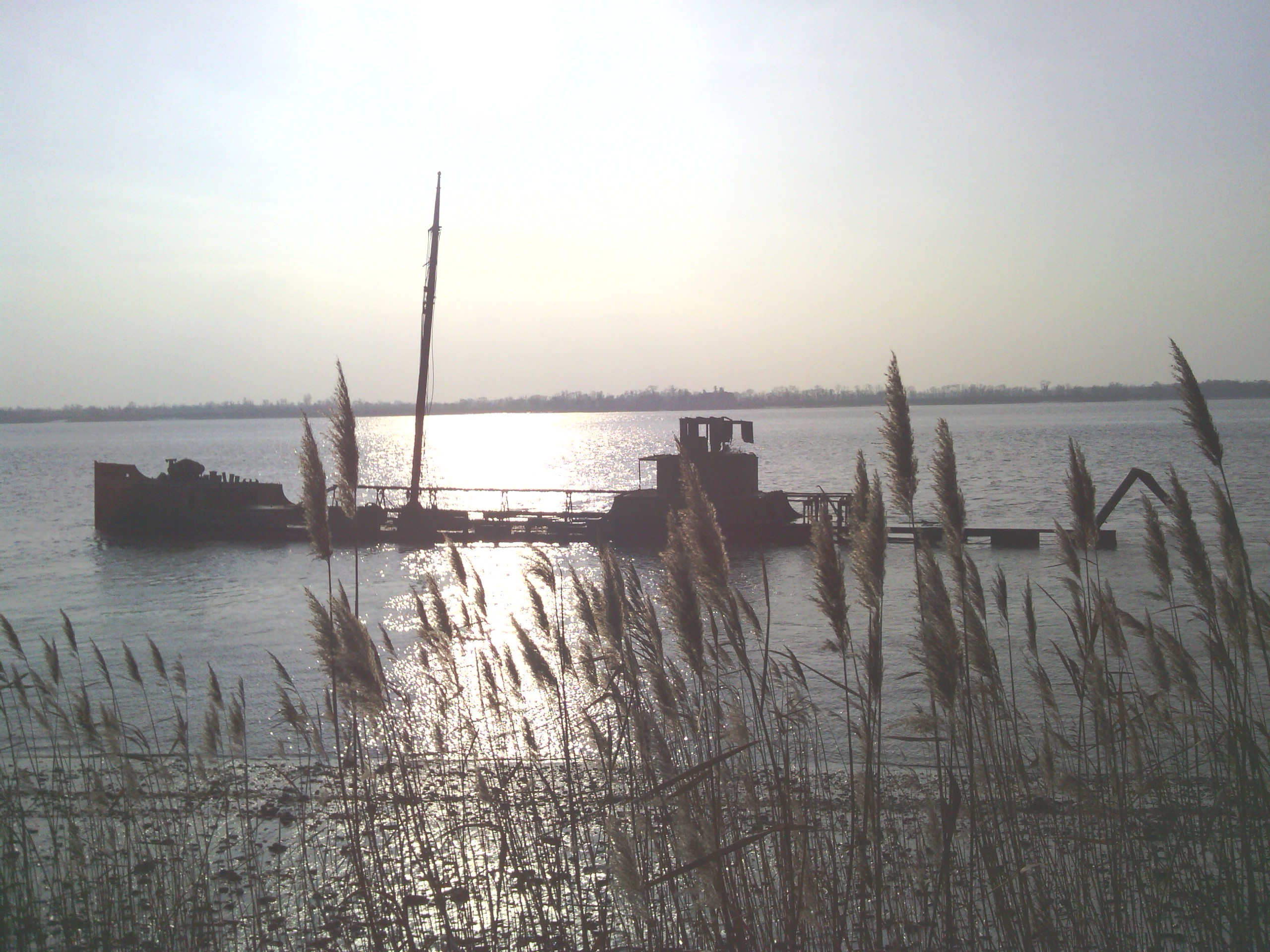
Le Frisco.

- Entre fleuve et falaise, la corniche de la Gironde offre un point de vue inégalable sur l'estuaire, ses îles, le Médoc et le bec d'Ambès. Tout au long de la route se succèdent des hameaux pittoresques. Les maisons de pêcheurs côtoient celles des capitaines au long-cours, les habitations troglodytiques s'accrochent aux parois de la falaise, les cabanes à carrelets tendent leurs filets.
- Les 23 hectares du site naturel du Mugron permettent au promeneur de découvrir une végétation à affinité méditerranéenne, rare dans la région.
- A l'ouest du lieu-dit Francicot, au bord de la Gironde, est échoué le Frisco[27].  Même 75 ans après le sabordage, des fuites de carburant peuvent encore échapper de l'épave du pétrolier[28].

### Personnalités liées à la commune
- Théophile Goujon (1835-1902) est un homme politique né et décédé à Gauriac.
- Pierre Seguin (1872-1958) est un sculpteur et un ornemaniste né à Gauriac.